# Chiến tranh Anh-Sikh lần thứ nhất
Chiến tranh Anh-Sikh lần thứ nhất (tiếng Anh: First Anglo-Sikh War) đã diễn ra giữa Đế quốc Sikh và Công ty Đông Ấn Anh vào năm 1845 và 1846, chiến sự diễn ra trong và xung quanh Ferozepur của Punjab (thuộc bang Punjab, Ấn Độ ngày nay). Cuộc chiến dẫn đến việc đánh bại và khuất phục một phần Đế chế Sikh và đế chế này phải nhượng lại Jammu và Kashmir cho người Anh, vùng đất này sau đó trở thành một phiên vương quốc dưới quyền thống trị của Đế quốc Anh.

## Bối cảnh và nguyên nhân dẫn đến cuộc chiến
Vương quốc Punjab của người Sikh đã được Maharajah Ranjit Singh mở rộng và củng cố trong những năm đầu của thế kỷ XIX, cùng thời gian với các lãnh thổ do người Anh kiểm soát trên tiểu lục địa Ấn Độ. Ranjit Singh duy trì chính sách ngoại giao ôn hoà một cách thận trọng với người Anh, nhượng lại một số lãnh thổ ở phía Nam sông Sutlej, đồng thời xây dựng lực lượng quân sự của mình để ngăn chặn sự xâm lược của người Anh và tiến hành chiến tranh chống lại người Afghanistan. Ông thuê lính đánh thuê người Mỹ và châu Âu để huấn luyện quân đội của mình, đồng thời thực hiện các chính sách thu dụng nhân tài một cách cấp tiến, bình đẳng không phân biệt sắc tộc và tôn giáo, nên đội quân của ông có cả các vị tướng Hindu giáo và Hồi giáo.

### Nội bố triều đình Sikh lục đục
Ranjit Singh qua đời vào năm 1839. Sau cái chết của ông, Đế quốc Sikh bắt đầu rơi vào tình trạng hỗn loạn. Con trai hợp pháp của Ranjit là Kharak Singh, đã bị tước bỏ quyền lực trong vòng vài tháng, và sau đó chết trong tù một cách bí ẩn. Nhiều người tin rằng ông đã bị đầu độc. Ông được thay thế bởi người con trai có năng lực nhưng bị ghẻ lạnh Nau Nihal Singh, người cũng đã chết bất ngờ trong vòng vài tháng, khi bị thương bởi một tổ tò vò rơi trúng tại Pháo đài Lahore trên đường ông trở về sau lễ hỏa táng của cha mình.  Vào thời điểm đó, hai phe phái chính trong đế chế đang tranh giành quyền lực và ảnh hưởng: Sikh Sindhanwalias và Dogras Hindu. Dogras đã thành công trong việc nuôi dạy Sher Singh, người con trai hợp pháp lớn nhất còn sống của Ranjit Singh, lên ngôi vào tháng 01/1841.
Quân đội của đế chế Sikh đã mở rộng nhanh chóng sau cái chết của Ranjit Singh, từ 29.000 (với 192 khẩu súng) vào năm 1839 lên hơn 80.000 vào năm 1845 . Nó tự xưng là hiện thân của dân tộc Sikh. Các panchayat (ủy ban) đã hình thành một nguồn năng lượng thay thế trong vương quốc, tuyên bố rằng lý tưởng của Guru Gobind Singh về khối thịnh vượng chung của người Sikh đã được hồi sinh, với toàn bộ người Sikh nắm giữ tất cả các quyền hành pháp, quân sự và dân sự trong đế chế, mà giới quan sát Anh chê bai là một "nền dân chủ quân phiệt nguy hiểm". Các đại diện của Anh và du khách tại Punjab mô tả các panchayat đang giữ gìn trật tự "thuần túy" trong nội bộ, nhưng cũng luôn ở trong tình trạng binh biến hoặc nổi loạn liên tục chống lại trung tâm Durbar (triều đình).

## Bùng nổ chiến tranh

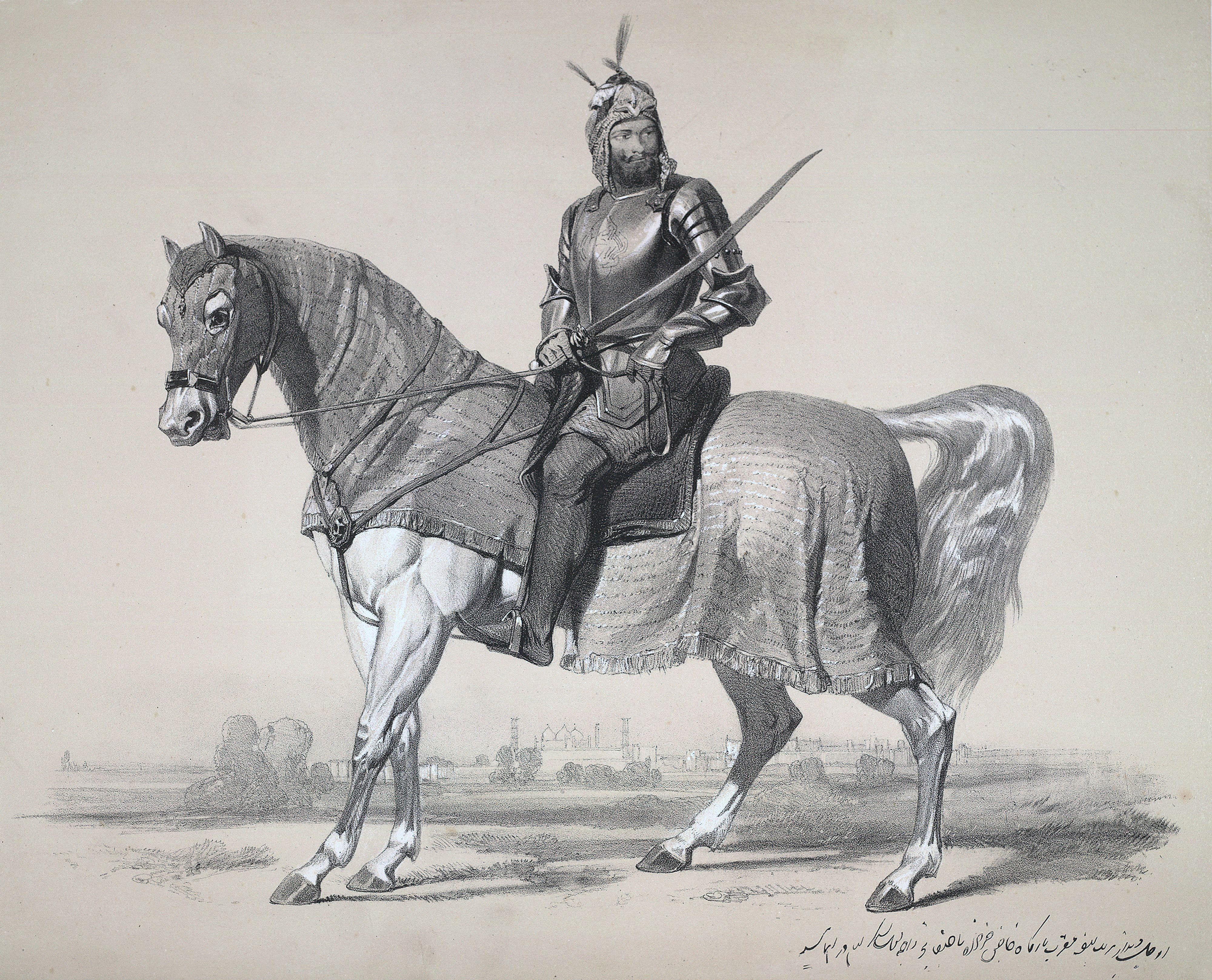
Raja Lal Singh, người đã lãnh đạo lực lượng Sikh chống lại người Anh trong Chiến tranh Anh-Sikh lần thứ nhất, năm 1846

Sau những đòi hỏi và cáo buộc lẫn nhau giữa Đế quốc Sikh và Công ty Đông Ấn Anh, quan hệ ngoại giao đã tan vỡ. Một đội quân của Công ty Đông Ấn bắt đầu hành quân về phía Ferozepur, nơi một sư đoàn đã đóng quân. Đội quân này được chỉ huy bởi Hugh Gough, Tổng tư lệnh quân đội Bengal, và được tháp tùng bởi Henry Hardinge, Thống đốc Bengal của Anh, người đã đặt mình dưới sự lãnh đạo của Gough trong suốt cuộc chiến. Lực lượng của Công ty Đông Ấn thuộc Anh bao gồm các đội quân của Quân đội Bengal, với mỗi ba hoặc bốn đơn vị bộ binh hoặc kỵ binh Bengal thường có một đơn vị Anh. Phần lớn pháo binh của phía Anh bao gồm pháo hạng nhẹ của Pháo binh kỵ tinh nhuệ Bengal.
Quân đội Sikh vào thời điểm đó do Tướng Lal Raja Lal Singh chỉ huy, cùng với Tej Singh, đã phản bội người Sikh trong suốt cuộc chiến. Hai vị tướng thường xuyên cung cấp thông tin và thậm chí nhận chỉ thị từ các sĩ quan Anh.
Để đối phó với động thái của người Anh, quân đội Sikh bắt đầu vượt qua Sông Sutlej vào ngày 11/12/1845. Mặc dù lãnh đạo và các đơn vị chính của quân đội là người Sikh, còn có các đơn vị bộ binh người Punjab, người Pashtun và người Kashmir. Pháo binh chủ yếu bao gồm các đơn vị súng hạng nặng, được tổ chức và huấn luyện bởi lính đánh thuê châu Âu.
Người Sikh tuyên bố họ chỉ di chuyển đến các lãnh thổ thuộc về Đế chế Sikh (cụ thể là làng Moran, nơi có quyền sở hữu đang bị tranh chấp) ở phía Đông của con sông, nhưng động thái này bị người Anh coi là thù địch rõ ràng và họ đã tuyên chiến.